# Diamond Jack and the Queen of Pain
Diamond Jack and the Queen of Pain is het dertiende album van de Britse progressieve rock musicus Kevin Ayers.
Het album is in Spanje opgenomen, met een groep van voornamelijk Spaanse musici.

## Tracklist
De composities zijn van Kevin Ayers, behalve nummers 2, 4 en 6
1. Madame Butterfly
2. Lay Lady Lay (Bob Dylan)
3. Who's Still Crazy
4. You Keep Me Hanging On (J.J.Cale)
5. You Are A Big Girl
6. Steppin' Out (Kevin Ayers/Ollie Halsall)
7. My Speeding Heart
8. Howlin' Man
9. Give A Little Bit
10. Champagne & Vallium

## Bezetting
- Kevin Ayers: zang, gitaar (akoestisch + elektrisch), piano, orgel

Met:
- Ollie Halsall gitaar
- Carlos Garcia Vaso gitaar, keyboard
- Joaquin Montoya keyboard
- Manola Aguilar basgitaar
- Javier de Juan drums
- Zarna Gregmar zang